# 매미

미국 오하이오주에서 촬영한 매미의 우화 장면 연속 사진.

매미(영어: cicada, 학명: Cicadidae)는 매미과에 속하는 곤충의 총칭이다.

## 어원
매미는 15세기부터 18세기까지 야미로 적혔다. 그러다가 18세기를 지나며 ‘ㆍ’가 ‘ㅏ’로 변화할 때 이중모음 ‘ㆎ[ʌy]’도 ‘ㅐ[ay]’로 바뀌었다. 18세기 말~19세기 초에는 ‘ㅐ[ay]’가 단모음 [ɛ]로 변화하면서 19세기에 ‘매아미’라는 표현이 등장하였다. ‘매아미’에서 첫 음절과 두 번째 음절이 축약하여 현대 국어의 ‘매미’가 되었다. 20세기 초에는 '맴이'라는 표현도 사용되었다.

## 특징

### 발성기관
수컷은 배 아래쪽 윗부분에 특수한 발성 기관을 가지고 있어 소리를 내는데, 매미의 종류별로 발성기관의 구조와 소리가 다르다. 암컷은 발성 기관이 없어 소리를 내지 않는다. 대부분의 매미는 빛의 세기에 따라 발성하는 종류가 많다. 이를테면 일본의 저녁매미의 경우 약간 어두운 이른 아침이나 저녁이 우는 시간인데, 낮에도 어두운 경우 간혹 울 때가 있다. 또한 애매미의 경우 주로 낮에 울지만 이른 아침부터나 저녁에 울기도 한다. 수컷 매미의 소리는 거의 종족번식을 위하여 암컷을 불러들이는 것이 목적이다.

### 먹이
매미 하면, 유충이 3~17년(미국 매미 13년 ~ 17년)간 땅 속에 있으면서 나무 뿌리의 수액을 먹고 자라다가 지상으로 올라와 성충이 되는 특이한 생태로 유명한데, 번데기 과정이 없이 탈피과정을 거쳐 어른벌레가 되는 불완전변태로 성충이 된후에도 나무의 줄기에서 수액을 먹는다. 대한민국의 매미는 최장 7년에 달하는 유충 때의 수명에 비해 성충의 수명은 매우 짧아 한달 남짓 된다. 천적으로는 새, 다람쥐, 거미, 사마귀, 말벌 등이 있다.

## 어원
매미의 울음소리를 본뜬 의성어 '맴'에 접미사 '-이'를 붙여 '맴이>매미'가 된다.

## 한국산 매미의 종류
한국의 매미는 13종이다. 최근의 한국산 매미 목록에서 깽깽매미는 제외되었고, 고려풀매미와 풀매미 두 종은 같은 종으로 논문이 나왔다.
- 매미아과 (Cicadinae)
  - 참매미 Hyalessa fuscata (Distant, 1905)
  - 유지매미 Graptopsaltria nigrofuscata (Motschulsky, 1866)
  - 애매미 Meimuna opalifera (Walker,1850)
  - 쓰름매미 Meimuna mongolica (Distant, 1881)
  - 말매미 Cryptotympana atrata (Fabricius, 1775)
  - 털매미 Platypleura kaempferi (Fabricius, 1794)
  - 늦털매미 Suisha coreana (Matsumura,1927)
  - 소요산매미 Leptosemia takanonis (Matsumura, 1917)
  - 참깽깽매미 Lyristes intermedius (Mori, 1931)
- 좀매미아과 (Cicadettinae)
  - 풀매미 Tettigeta isshikii (Kato, 1926)
  - 호좀매미 Kosemia yezoensis (Matsumura, 1898)
  - 세모배매미 Cicadetta abscondita (Lee, 2008)
  - 두눈박이좀매미 Kosemia admirabilis (Kato, 1927) - 북한 서식종

## 한국산 매미에서 잘못 기록된 종
1994년 <한국곤충명집>에는 아래 매미들이 한국산으로 나와있지만 한국에서 분포가 확인되지 않았거나 잘못 등재된 종류이다.
- 산깽깽매미
- 깽깽매미
- 좀깽깽매미
- 민민매미
- 저녁매미
- 애봄매미
- 녹색매미

## 사진

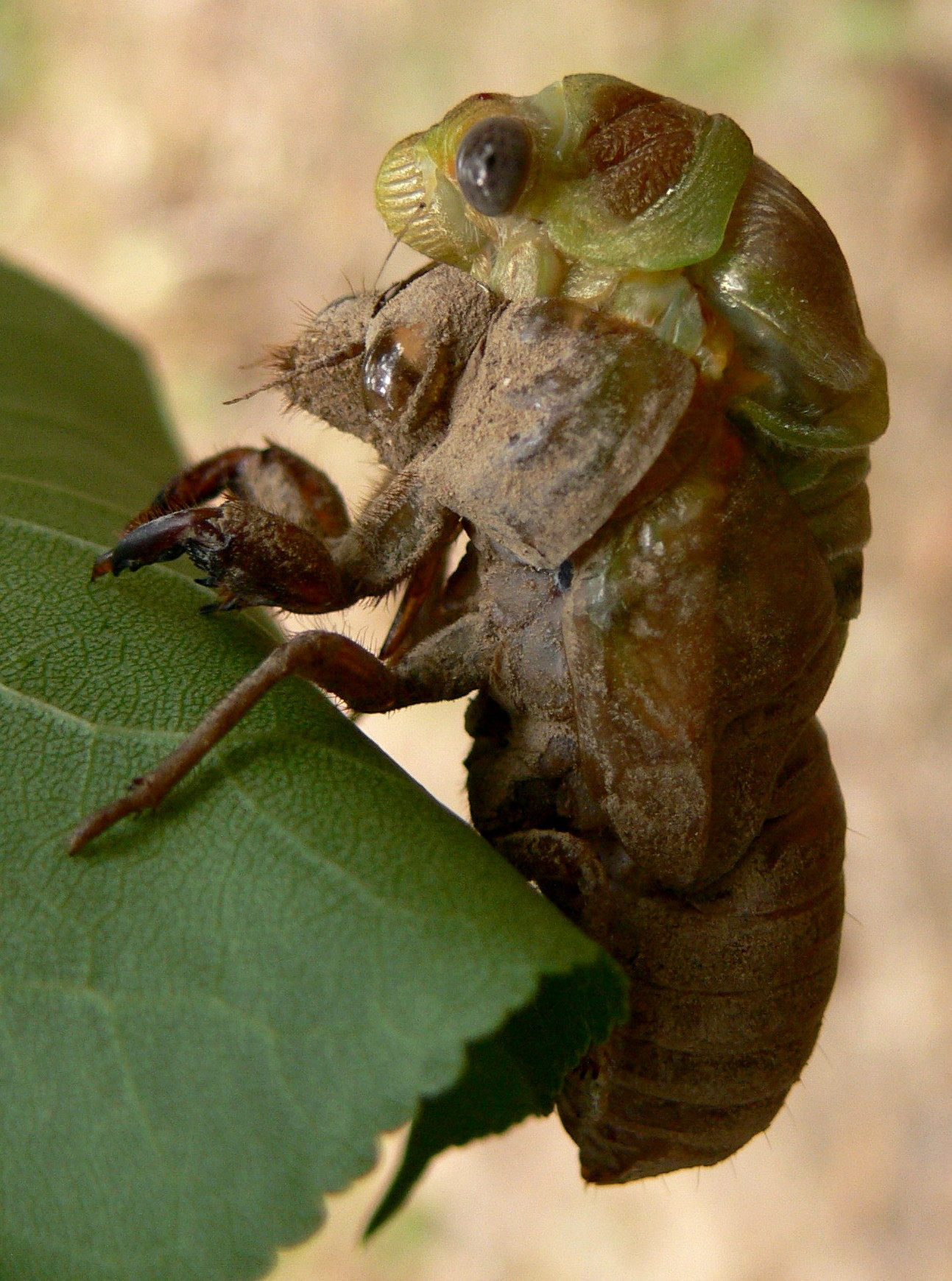
우화중인 Lyristes plebejus
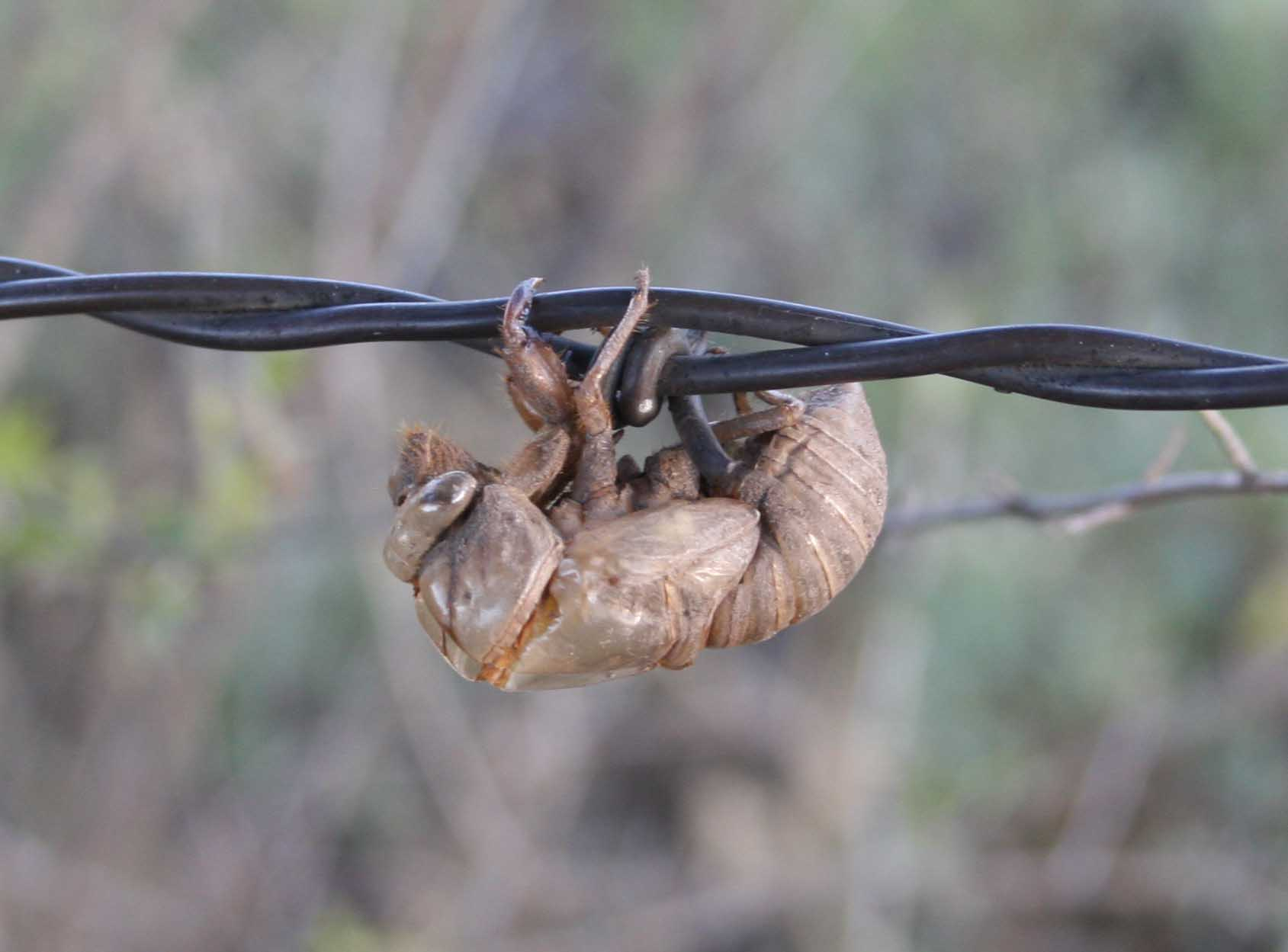
매미 허물.
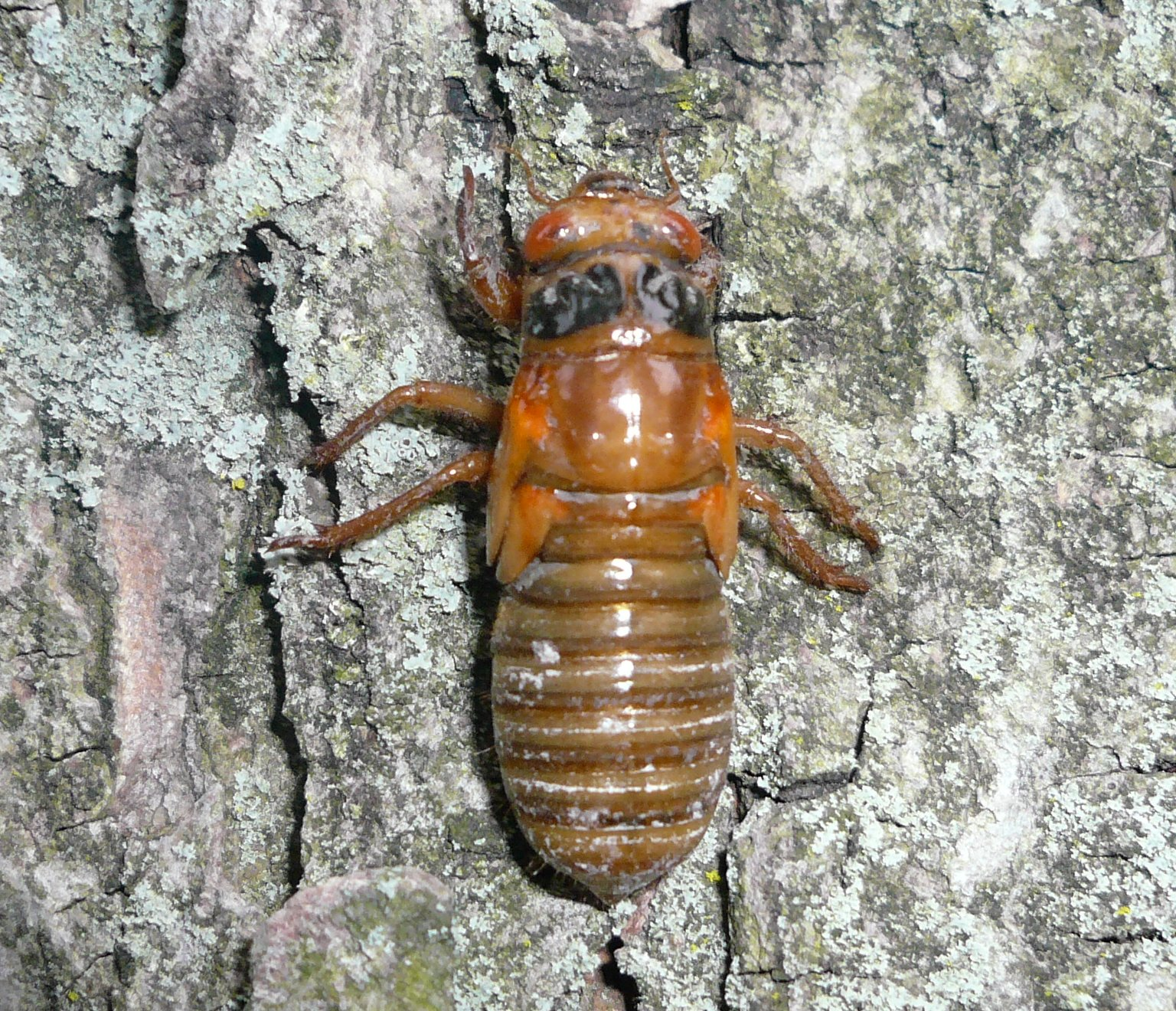
우화를 준비중인 17년주기매미(Magicicada septendecim) 애벌레
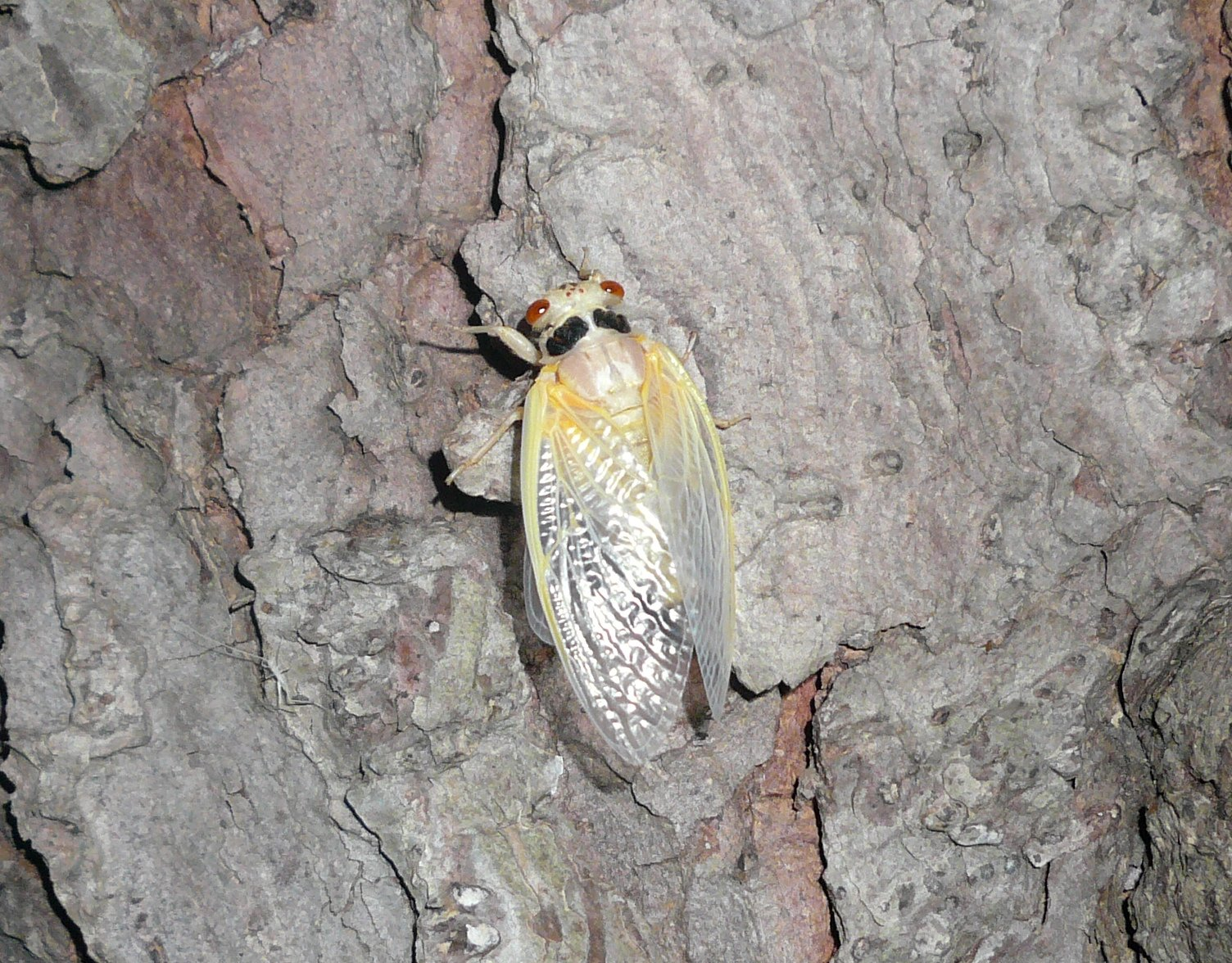
갓 우화한 17년주기매미(Magicicada septendecim)
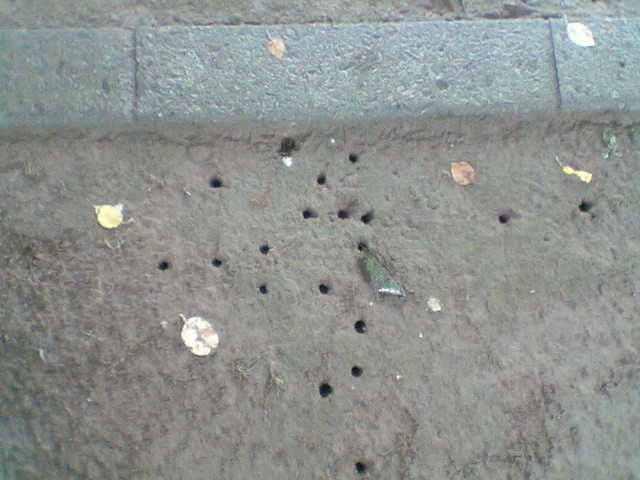
일본에서 촬영된 매미 유충의 굴